# Franz Gloor
Franz Gloor (29. Februar 1948 – 13. Dezember 2009) war ein Schweizer Fotograf.

## Leben und Werk
Seine Ausbildung zum Fotografen absolvierte Franz Gloor bei Werner Erne in Aarau und an der Fotoklasse der Kunstgewerbeschule Zürich.
Neben selbständigen Arbeiten, unter anderem als Fotograf grosser Konzertanlässe in der Schweiz, arbeitete Franz Gloor seit 1972 mit dem Solothurner Industriefotografen Roland Schneider zusammen. Gemeinsam führten sie eine grosse Zahl von Industriereportagen in der Schweiz und im Ausland durch. Und sie dokumentierten kulturelle Anlässe und Szenen des Alltagslebens vorwiegend im Kanton Solothurn.
Seit etwa 1990 arbeitete Franz Gloor unabhängig von Roland Schneider weiter. Er schuf ein Werk mit fotografischen Dokumentationen aus dem kulturellen und sozialen Leben der Stadt Olten und des Kantons Solothurn.
Lange Zeit wirkte er in der Fachkommission Foto und Film des Kuratoriums für Kulturförderung des Kantons Solothurn mit.
Kurz vor seinem Tod schenkte Franz Gloor sein Fotoarchiv dem Historischen Museum Olten.

## Auszeichnungen
- 1975: Werkpreis des Kantons Solothurn
- 1981: Auszeichnung der British Association of Industrial Editors
- 1993: Anerkennungsmedaille der Stiftung «Pro Olten»
- 2003: Preis für Fotografie des Kantons Solothurn
- 2004: Kulturpreis der Stadt Olten

## Publikationen
- Markt. Solothurn 1981 (mit Roland Schneider).
- Eisenbahnstadt. 150 Jahre Eisenbahn in Olten. Historisches Museum Olten, Olten 2005.
- Annemarie Monteil, Roswitha Schild: Roman Candio – Maler. Solothurn 2011.